# BankNordik
BankNordik (NASDAQ OMX: BNORDIK) er den største bank på Færøerne med fem filialer, og har tillige en filial i Nuuk i Grønland. Banken servicerer både privatkunder og erhvervskunder og driver derudover ejendomsmæglervirksomhed under navnet Skyn og forsikringsvirksomhed under navnet Trygd på Færøerne. Koncernens hovedsæde er placeret i Thorshavn. Færøernes landsstyre er bankens største aktionær med en ejerandel på 33% (2016).

## Bankens historie
Føroya Banki blev oprettet som et datterselskab af Danmarks på det tidspunkt førende bank Landmandsbanken (senere Danske Bank) 2. februar 1906. Frem til Sjóvinnubankin blev etableret i 1932 af Føroya Skipara og Navigatørfelag var den øernes eneste egentlige bank, idet der dog var flere sparekasser. Siden vedblev Føroya Banki med at være øernes største pengeinstitut. Som følge af finanskrisen på Færøerne 1989–1995 fusionerede Føroya Banki i 1994 med øernes næststørste bank, Sjóvinnubankin. Den nye bank fortsatte under navnet Føroya Banki, men anvendte Sjóvinnubankins logo. I 1997 overtog Føroya Banki desuden forsikringsselskabet Trygd, der er Færøernes næststørste forsikringsselskab. I kølvandet på den økonomiske krise på Færøerne og den følgende redning af banken blev antallet af filialer reduceret og banken fokuserede på at nedbringe omkostningerne, hvilket førte til en vellykket konsolidering.

Den 2. maj 2006 vedtog Lagtinget et lovforslag fra daværende finansminister om at privatisere Føroya Banki. Finansfonden af 1992 (Fíggingargrunnurin frá 1992) ejede 99,4% af banken før den blev børsregistreret. Efter salget ejer fonden 33,4%. Føroya Banki kom på den danske børs (Københavns Fondsbørs) og den islandske (ICEX) børs den 26. juni 2007.
I januar 2010 overtog Føroya Banki 10 af Sparbanks afdelinger i Danmark samt tre på Grønland og skiftede derefter i maj 2010 navn til BankNordik for at signalere en bredere nordisk profil. I 2011 opkøbte banken de sunde dele af Amagerbanken fra Finansiel Stabilitet. I februar 2021 solgte banken den danske del af forretningen til Spar Nord Bank, og har således bankaktiviteter i Grønland og på Færøerne samt forsikrings- og ejendomsmæglervirksomhed på Færøerne.

### Færøbanksagen
Som følge af den økonomiske krise på Færøerne i 1992 og 1993 måtte tilskud fra den danske stat gennem Finansieringsfonden af 1992 redde øernes to største banker Føroya Banki og Sjóvinnubankin. En tredje privatejet færøsk bank, Fossbankin, blev ikke reddet og gik dermed konkurs. Færøernes Landsstyre overtog ansvaret for Finansieringsfonden såvel som ejerskabet af Føroya Banki fra Den Danske Bank. Der opstod imidlertid uenighed om bankens reelle værdi på overtagelsestidspunktet og deraf følgende politiske spændinger mellem Færøerne og Danmark. I 1998 konkluderede en dansk undersøgelsesrapport, at fremgangsmåden ved fusionen var kritisabel, men der blev ikke placeret noget ansvar. For at afslutte sagen betalte den Danske Bank per kulance 300 millioner til den danske stat.